# M1 Light Tank
M1 Light tank (Combat Car M1) – czołg lekki konstrukcji amerykańskiej z okresu przed II wojną światową.

## Historia
Konstrukcja czołgu lekkiego M1 wywodzi się z serii pojazdów doświadczalnych T2, T2E1 i T2E2. Były one budowane w latach 1934-1935. Na ich podstawie zbudowano w zakładach Rock Island Arsenal, prototyp oznaczony symbolem T5. Od pierwowzoru różnił się on zastosowanym typem zawieszenia. W 1937 roku bezwieżową odmianę tego czołgu, oznaczoną jako T5E1, przyjęto na uzbrojenie jednostek kawalerii. Nowa odmiana czołgu powstała w 1938. Nosiła ona oznaczenie T5E2. Był on uzbrojony w trzy karabiny maszynowe. Dwa z nich (kal. 12,7 mm oraz 7,62 mm) znajdowały się w obrotowej wieży. jeden kal. 7,62 – w kadłubie. Pojazd ten wszedł do produkcji pod oznaczeniem M1. Budowano też wersję M1A1 ze zmienionym typem przekładni oraz wersję M2 (nie mylić z czołgiem lekkim M2) ze zmodyfikowaną wieżą i silnikiem wysokoprężnym Guilberson T1020. Powstał też prototyp oznaczony M1A1E3 z gąsienicami zaopatrzonymi w gumowe wkładki amortyzujące.
W lipcu 1940 roku zmieniono oznaczenie pojazdu z "Combat Car" (Pojazd Bojowy) na "Light Tank" (Czołg Lekki).
Warianty:

- M1
- M1A1
- M1E1
- M1A1E1
- M2

## Służba
Czołgi typu M1 nie znalazły zastosowania bojowego. Zostały użyte jedynie do szkolenia.